# Società di Ginnastica e Scherma Fortitudo 1919-1920
Questa pagina raccoglie i dati riguardanti la S.G.S. Fortitudo nelle competizioni ufficiali della stagione 1919-1920.

## Stagione
Nella prima stagione postbellica la Fortitudo vinse per la prima volta il campionato regionale arrivando a sfiorare addirittura la qualificazione alla finalissima nazionale. Un considerevole contributo a tale risultato lo diede il trainer ungherese József Ging, che nel gennaio 1920 arrivò a Roma e cominciò ad allenare la Fortitudo a stagione in corso, affinandone la tecnica. Grazie ai suoi insegnamenti la Fortitudo divenne una delle squadre più forti del centromeridione, in grado di mettere in difficoltà, o addirittura sconfiggere, finanche le compagini toscane.
In semifinale la Fortitudo si trovò a fronteggiare i campani della Puteolana e i toscani del Pisa. La compagine pisana aveva conquistato il titolo regionale e aveva conseguito ottimi risultati nelle amichevoli contro squadre del nord, dunque era considerata la favorita. Tuttavia la Fortitudo sovvertì ogni pronostico vincendo entrambi gli scontri diretti, per 2-0 nella capitale e addirittura per 4-1 a Pisa. Vinto il girone a punteggio pieno, la Fortitudo si trovò a fronteggiare nella finale centro-meridionale un'altra compagine toscana, il Livorno, il quale a un certo punto si trovò in vantaggio di tre reti, prima di subire la parziale rimonta della compagine capitolina che segnò due gol riaprendo l'incontro. La finale si concluse 3-2 in favore dei labronici, con la Fortitudo che tuttavia recriminò per l'arbitraggio. Il Livorno perse poi la finalissima contro l'Internazionale di Milano (cioè l'Inter) per 3-2.

## Organigramma societario
Area direttiva
- Presidente: Porfirio Ciprari
- Vice presidente: Umberto Pettorelli
- Cassiere: Gilberto Comandini
- Segretario: Romeo Poletti
- Consiglieri: Alberto Arzilla, Valentino Bertoli, Vincenzo Natoli, Tomaso Panatta

Area tecnica
- Direttore sportivo: Ulderico Bellucci
- Allenatore: Enrico Ricchi, da gennaio József Ging

## Rosa
| N. |                   | Ruolo | Calciatore              |
| -- | ----------------- | ----- | ----------------------- |
|    | Italia (bandiera) | P     | Luigi Pantrè            |
|    | Italia (bandiera) | P     | Antonio Liberati        |
|    | Italia (bandiera) | D     | Aurelio Lommi           |
|    | Italia (bandiera) | D     | Augusto Baroncino       |
|    | Italia (bandiera) | D     | Paolo Ferraris          |
|    | Italia (bandiera) | C     | Angelo Sansoni (I)      |
|    | Italia (bandiera) | C     | Gioacchino Sansoni (II) |
|    | Italia (bandiera) | C     | Alberto Sansoni (III)   |

| N. |                   | Ruolo | Calciatore           |
| -- | ----------------- | ----- | -------------------- |
|    | Italia (bandiera) | C     | Oreste Moglia        |
|    | Italia (bandiera) | A     | Giuseppe Gastinelli  |
|    | Italia (bandiera) | A     | Mariano Alessandroni |
|    | Italia (bandiera) | A     | Giovanni Corbjons    |
|    | Italia (bandiera) | A     | Giovanni Degni       |
|    | Italia (bandiera) | A     | Oreste Azzarà        |
|    | Italia (bandiera) | A     | Giuseppe Guidotti    |
|    | Italia (bandiera) | A     | Giulio Sansoni (IV)  |

## Risultati

### Prima Categoria

#### Girone laziale

##### Girone di andata
| 23 novembre 1919 1ª giornata |  | – Turno di riposo |  |  |

| Roma 30 novembre 1919 2ª giornata                                            | Fortitudo | 4 – 1        | Pro Roma | Campo Madonna del Riposo |
| \| \| \| \| \| Guidotti ?’, ?’ Azzarà ?’, ?’ \| Marcatori \| 53’ (rig.) ? \| |           |              |          |                          |
|                                                                              |           |              |          |                          |
| Guidotti ?’, ?’ Azzarà ?’, ?’                                                | Marcatori | 53’ (rig.) ? |          |                          |

| Roma 7 dicembre 1919 3ª giornata                                                  | Lazio     | 1 – 2                                | Fortitudo |  |
| \| \| \| \| \| Varini 36’ \| Marcatori \| 21’ (rig.) Azzarà 38’ (aut.) Faccani \| |           |                                      |           |  |
|                                                                                   |           |                                      |           |  |
| Varini 36’                                                                        | Marcatori | 21’ (rig.) Azzarà 38’ (aut.) Faccani |           |  |

| Arbitro: | Cerchia (Roma) |

|                                |           |                            |
| Azzarà 10’, 12’ Alessandroni ? | Marcatori | 28’ Cellini 77’ Pasqualoni |

| Roma 21 dicembre 1919 5ª giornata                                   | Audace Roma | 3 – 2            | Fortitudo |  |
| \| \| \| \| \| Pizzo 3’ ? 50’ ? \| Marcatori \| 60’ Azzarà 80’ ? \| |             |                  |           |  |
|                                                                     |             |                  |           |  |
| Pizzo 3’ ? 50’ ?                                                    | Marcatori   | 60’ Azzarà 80’ ? |           |  |

| Arbitro: | Cerchia (Roma) |

|          |           |              |
| Guidotti | Marcatori | 10’ Sciascia |

| Arbitro: | Cerchia (Roma) |

|        |           |                                    |
| Donati | Marcatori | 7’, ?’, ?’, ?’ Azzarà ?’, ?’ Degni |

##### Girone di ritorno
| 11 gennaio 1920 8ª giornata |  | – Turno di riposo |  |  |

| Arbitro: | Ambrosini |

|  |           |                            |
|  | Marcatori | 20’ Guidotti Degni Zanetta |

| Arbitro: | Cerchia (Roma) |

|           |           |  |
| Azzarà 1’ | Marcatori |  |

| Arbitro: | Masini |

|  |           |                                                       |
|  | Marcatori | 24’, 38’, 49’, 71’ Degni 50’ Zanetta 73’ Alessandroni |

| Arbitro: | Mauro |

|                         |           |         |
| Mercuri 49’ Zanetta 77’ | Marcatori | Galassi |

| Arbitro: | Cerchia (Roma) |

|               |           |                                 |
| Benincasa 70’ | Marcatori | 29’ Alessandroni 36’, 84’ Degni |

| Arbitro: | Andreoli |

|                                                                          |           |  |
| Zanetta 10’ Degni 20’ Corbjons 35’, ?’ Guidotti Sansoni III Alessandroni | Marcatori |  |

#### Semifinali Centro-Sud - girone A

##### Girone di andata
| 11 aprile 1920 1ª giornata |  | – Turno di riposo |  |  |

| Arbitro: | Del Pezzo (Napoli) |

|           |           |                        |
| Forte 44’ | Marcatori | 63’ Guidotti 84’ Degni |

| Arbitro: | Caroncini (Roma) |

|                           |           |  |
| Alessandroni 1’ Azzara 9’ | Marcatori |  |

##### Girone di ritorno
| 23 maggio 1920 4ª giornata |  | – Turno di riposo |  |  |

| Arbitro: | Caroncino (Roma) |

|                                                             |           |  |
| Sansoni IV 13’ Alessandroni 51’ Degni 60’ Corbjons 68’, 76’ | Marcatori |  |

| Arbitro: | Sarto (Bologna) |

|             |           |                                       |
| Brioschi 2’ | Marcatori | 9’, 72’ Azzarà 70’ Degni 80’ Corbjons |

#### Finale Centro-Sud
| Arbitro: | Gama (Milano) |

|                        |           |                               |
| Magnozzi 20’, 38’, 68’ | Marcatori | 75’ Guidotti 85’ (rig.) Degni |